# Rodolphe Belmer
Pour les articles homonymes, voir Belmer.
Rodolphe Belmer, né le 21 août 1969 à Rennes, est un homme d'affaires français, spécialiste en marketing.
Directeur général du Groupe Eutelsat du 1er mars 2016 jusqu'au 31 décembre 2021, il est également membre du conseil d'administration de Netflix de 2018 à 2022 et président du festival Séries Mania de Lille.
De janvier à juillet 2022, il est directeur général du groupe informatique français Atos.
En octobre 2022, il succède à Gilles Pélisson à la tête du Groupe TF1, d'abord en tant que directeur général puis en tant que PDG à partir du 13 février 2023.

## Carrière

### Formation
Après avoir effectué ses études secondaires au Prytanée national militaire de La Flèche, Rodolphe Belmer est diplômé de HEC en 1992.

### Conseil stratégique
Il commence sa carrière chez Procter & Gamble, dans le département marketing, travaillant ensuite à partir de 1998 chez McKinsey en tant que consulting manager dans le conseil médias, distribution et grande consommation.

### Canal+
Il devient en octobre 2001 directeur de la stratégie et du développement de Canal+ Distribution et CanalSatellite.
En janvier 2003, il accède au poste de directeur marketing et stratégie du groupe. Le 13 novembre de la même année, il devient directeur général délégué à la place de Guillaume de Vergès, puis rapidement directeur général de Canal+. Il prend une part active à restructurer l'entreprise et à refondre sa ligne éditoriale.
Le 19 octobre 2012, il est nommé directeur général du Groupe Canal+ et devient également membre de son directoire. Bertrand Meheut, président du directoire du groupe Canal+, en fait officiellement son « successeur » à la tête de l'entreprise.
Dans un courriel interne diffusé le 12 janvier 2015 Vivendi annonce que Rodolphe Belmer prend en outre la responsabilité de sa nouvelle entité Vivendi Contents. Le 3 juillet 2015 la chaîne annonce son départ de la direction de Canal + et son remplacement par Maxime Saada,. Deux jours plus tard, la Société des réalisateurs de films (SRF, à laquelle appartiennent notamment Laurent Cantet, Pascale Ferran ou Cedric Klapisch) fait part de sa « consternation » à l'annonce de cette nouvelle.
En février 2024, interrogé par les députés lors d'une commission d'enquête parlementaire concernant l'attribution des fréquences TNT, Rodolphe Belmer revient sur son départ de Canal + et met en cause l'omniprésence de Vincent Bolloré : « Le principal élément de désaccord à l'époque concernait ce que je considérais être du micromanagement de M. Bolloré. »

#### Passage à France Télévisions
Le 24 août 2015, Le Figaro annonce que Rodolphe Belmer va présider et animer un comité d'orientation stratégique pour France Télévisions, afin d’étudier les tendances de l’audiovisuel et d’aiguiller la politique stratégique de la nouvelle présidente du groupe audiovisuel public, Delphine Ernotte.

### Eutelsat
Après avoir rejoint le groupe Eutelsat en décembre 2015 en qualité de directeur général délégué, la société annonce que Rodolphe Belmer succèdera à Michel de Rosen au poste de directeur général d'Eutelsat Communications à compter du 1er mars 2016. Il est remplacé à la tête d'Eutelsat par Eva Berneke, qui devient directrice générale le 1er janvier 2022, date à laquelle il prend son poste de PDG de l'entreprise Atos.

### Atos
Le 20 octobre 2021, le conseil d'administration d'Atos acte le remplacement d'Elie Girard par Rodolphe Belmer à la tête du groupe informatique français, avec date de prise de fonction au premier janvier 2022.
Le 14 juin 2022, Rodolphe Belmer crée la surprise en annonçant lui-même, sans que la nouvelle ait pu être anticipée, son départ de la tête du groupe Atos « au plus tard le 5 septembre », soit moins de 9 mois après sa nomination.
Le jour-même, l'action du groupe accusait une perte de sa valeur de 16% à la suite de cette annonce imprévue et interprétée comme un signal négatif par les marchés,.
Alors que l'entreprise connaît une crise structurelle importante au moment de sa démission, Rodolphe Belmer obtient un bonus de départ de 1,8 million d'euros.
Le conseil d'administration du groupe nomme Nourdine Bihmane le 13 juillet 2022 pour lui succéder avec effet immédiat.

### TF1
Fin octobre 2022, il devient directeur général du Groupe TF1 dans une phase de transition avec Gilles Pélisson, avant d'en devenir le PDG le 13 février 2023. Du fait de ses nouvelles fonctions à la tête de TF1, il annonce son retrait du conseil d'administration de Netflix.

## Autres mandats
- Membre du conseil d'administration de Netflix de janvier 2018 à octobre 2022[24],[25].
- Il est président du festival Séries Mania[26].

## Décorations
- Officier de l'ordre des Arts et des Lettres. Il est élevé au grade d’officier par l’arrêté du 25 septembre 2017[27].